# 埃尔基·梅拉尔廷
埃尔基·梅拉尔廷（芬蘭語：Erkki Melartin，1875年2月2日—1937年2月14日），又译为梅拉尔丁，芬兰作曲家，指挥家。生于隶属俄罗斯帝国的芬兰大公国，早年在维也纳学习，归国后任乐团指挥，曾在北美、印度等地游历。他的音乐风格有一定现代性，体现出马勒和尼尔森的影响。